# Parador Nacional de Plasencia
El Parador Nacional de Plasencia es un alojamiento turístico perteneciente a la red de Paradores de Turismo de España, situado en la localidad de Plasencia (Extremadura, España).
Está situado sobre el Convento de Santo Domingo, construido en el siglo XV en estilo gótico tardío.